# Johannes Petersen (folketingsmedlem)
 For alternative betydninger, se Johannes Petersen. (Se også artikler, som begynder med Johannes Petersen)
Johannes Petersen (født 26. september 1812 norðuri í Vági (Klaksvík) - død 11. oktober 1901) var en færøsk lærer og politiker (uafhængig).

## Baggrund
Hans forældre var Súsanna f. Joensdatter fra Fuglafjørður og Petur Eliasen, fra norðuri í Vági (Klaksvík). Han var gift med Súsanna Olesdatter fra Nes. De boede i Saltnes. Petersen var uddannet lærer fra Jonstrup Seminarium i 1840. Han arbejdede som lærer hos præsten i Nes, derefter arbejdede han som lærer i disse bygder: Nes, Toftir, Glyvrar, Søldarfjørður, Lamba, Skála og Strendur 1840-45, Nes, Toftir, Glyvrar og i Lamba 1845-54, i Nes sogn 1871-1894.

## Politisk karriere
Der fandtes ikke politiske partier på Færøerne i hans levetid. Petersen var valgt ind i Lagtinget for Eysturoyar valgkreds fra 1854-1859 og 1863-1891.
Han var folketingsmedlem fra 1864-1866.